# Oïkéiosis

Oïkéiosis (en grec ancien οἰκείωσις , « 1. liaison intime, rapport familier; 2. action de s’approprier ou de se concilier ») est un concept de la philosophie antique, et plus particulièrement du stoïcisme, selon lequel l'être vivant s'appartiendrait. Que l'être s'appartienne signifie qu'il ne passe pas à côté de lui-même, et qu'il « saisirait son être comme le sien propre ». 
On traduit le mot diversement par « orientation », « familiarisation », « affinité », « affiliation », ou encore « apparentement », « appropriation ».

## Le concept

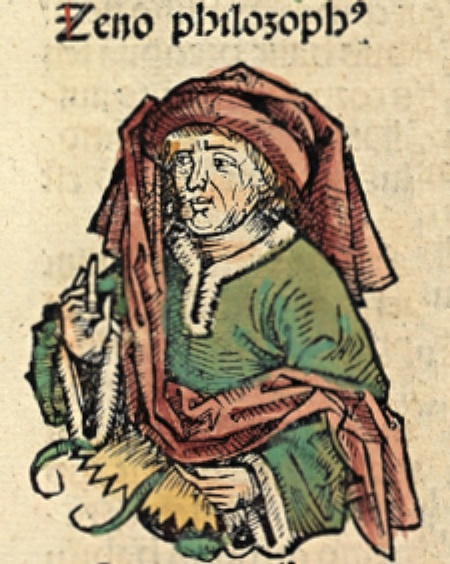
Zénon de Kition, fondateur du stoïcisme, tel qu'il est représenté dans La Chronique de Nuremberg (1493).

Le mot oikeiosis est un dérivé de la racine oik-, qui est particulièrement connue pour le mot oikos/oikia (οἶκος / οἰκία), signifiant la maison, mais aussi les biens et encore la famille, la race,. Ainsi, une chose est okeion quand elle appartient à la maison ou à ses membres. La racine signifie « appartenir à », « posséder », « avoir quelque chose en propre ». Mais le mot implique plus que la simple possession ou propriété:  les oikeioi comprennent les parents et les amis, auxquels nous sommes attachés par des liens d'affection, ou encore les choses que nous possédons et auxquelles nous sommes attachés. D'où les traductions de oikeiosis proposées au début de l'article. A. Long  retient essentiellement « appropriation », tout en précisant que chez les stoïciens, le mot désigne avant tout un processus ou une activité, innée chez tous les animaux, qui explique que, dès la naissance, ils se comportent de manière égoïste.
Il s'agit donc de la reconnaissance d'une chose comme étant sienne, comme appartenant à soi-même. Oikeiosis  à allotriosis, que l'on peut traduire par « aliénation ».

## Stoïcisme
Dans le stoïcisme romain, Sénèque reprend la théorie de l'oïkéiosis qu'il traduit par conciliatio (« appropriation ») ou sui amor (« amour de soi »). Il définit la notion comme la tendance naturelle de tous les êtres vivants à se conserver eux-mêmes. Mais le sui amor n’est pas seulement un « instinct de conservation », il est un amour de la nature rationnelle de l’homme qui fait passer l’usage de la vertu avant la survie de son corps.

## Théophraste
Selon le philosophe grec Théophraste (disciple et successeur d'Aristote), si l'oïkéiosis nous unit aux autres hommes, nous sommes d'avis qu'il faut punir, voire détruire, ceux qui sont malfaisants et qu'une sorte d'impulsion à la méchanceté propre à leur nature semble entrainer à nuire aux autres. Dès lors, il se pourrait que nous ayons pareillement le droit de supprimer, parmi les animaux privés de raison, ceux qui sont par nature injustes et malfaisants, et que leur nature pousse à nuire. Théophraste ajoute que parmi les autres animaux, certains ne commettent pas d'injustices car leur nature ne les pousse pas à nuire, et il juge injuste qu'on les tue, tout comme il est injuste de tuer les hommes qui sont comme eux. Cela laisse entendre qu'il n'y a pas qu'une forme de droit entre nous et les autres animaux, puisque parmi ces derniers, les uns sont nuisibles et malfaisants par nature, et les autres non - tout comme parmi les hommes.